# Carlos Molina Cosano
Carlos Molina Cosano (Córdoba, 31 de mayo de 1991) es un jugador de balonmano español que juega de pívot o lateral izquierdo en el Club Balonmano Huesca de la Liga Asobal.
Es internacional con la selección de balonmano de España, con la que debutó en 2015 en el Torneo Internacional de balonmano de Polonia.

## Carrera
Carlos Molina se formó en las categorías inferiores del Córdoba Balonmano. En 2009 fichó por el FC Barcelona, con el que debutó en la Liga Asobal en 2010. Dejó el club azulgrana en 2012 para fichar por el Balonmano Aragón. En el club aragonés disputó dos temporadas en las que no tuvo protagonismo. En 2013 dejó el club zaragozano para fichar por el Club Balonmano Huesca. En el club oscense comenzó a hacerse un hueco en el balonmano nacional. En las dos temporadas que disputó en dicho club marcó 144 goles en 60 partidos. Dados estos registros el Naturhouse La Rioja le fichó en 2015. En su primera temporada en el club riojano demostró su potencial al marcar 82 goles en 29 partidos. En esta temporada también le llegó la oportunidad de debutar con la selección en el Torneo Internacional de balonmano de Polonia en 2015. Sin embargo, después no entró dentro de los participantes para el Campeonato Europeo de Balonmano Masculino de 2016.
En verano de 2017 ficha por el SC Magdeburg de Alemania.
En verano de 2019 ficha por el Benfica de Portugal.

## Palmarés

### Motor Zaporiyia
- Liga de Ucrania de balonmano (1): 2021 2023
- Copa de Ucrania de balonmano (1): 2021 2023
- Supercopa de Ucrania de balonmano (1): 2021

## Clubes
- Córdoba Balonmano ( -2009)
- FC Barcelona (2009-2012)
- Balonmano Aragón (2012-2013)
- Club Balonmano Huesca (2013-2015)
- Naturhouse La Rioja (2015-2017)
- SC Magdeburg (2017-2019)
- Benfica (2019-2020)[10]
- Motor Zaporiyia (2020-2022)[11]
- Sinfín Balonmano (2022)[12]
- Motor Zaporiyia (2022-2023)[13]
- SC Pick Szeged (2023-2024)
- Club Balonmano Huesca (2024- )